# Département de Radom

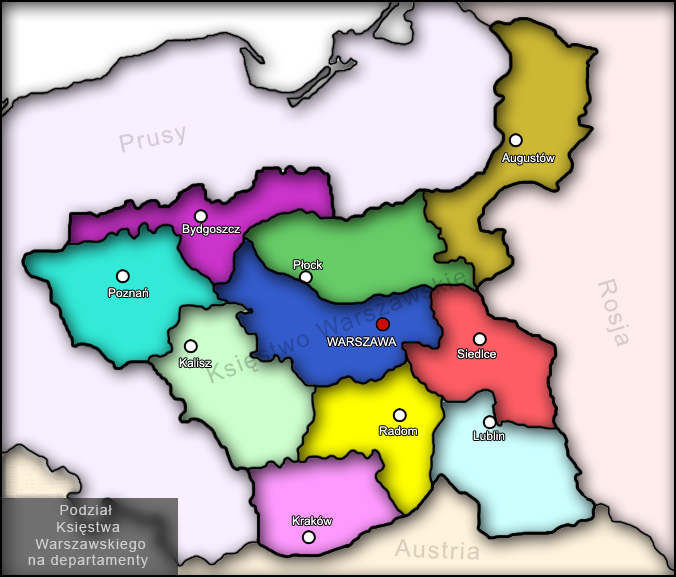
Division du duché de Varsovie en départements dans les années 1810-1815.

Le département de Radom, en polonais Departament radomski, était un département du duché de Varsovie de 1809 à 1815. C'est le 17 avril 1810 qu'il a été divisé en comtés et assemblées municipales.
Son chef-lieu était Radom, et il était divisé en dix districts (arrondissements).
À la suite de la création du royaume du Congrès, il fut transformé en 1815 en voïvodie de Sandomierz.